# Zirkonia

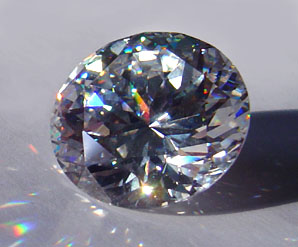
Geslepen zirkoniasteen

Zirkonia is de gesynthetiseerde, kubisch kristallijne vorm van zirkonium(IV)oxide (ZrO2). Het materiaal heeft optische eigenschappen die dichter bij de kenmerken van diamant komen dan die van welk ander materiaal ook. Het is niet eenvoudig om met het menselijk oog het verschil te onderscheiden. Zirkonia is dan ook populair als imitatiediamant.
Een zirkoniasteen schittert iets minder dan een diamant. Aan de andere kant heeft dit mineraal een grotere hoeveelheid verschillende kleuren die erin fonkelen (dispersie).
Er is een verschil in hardheid en dichtheid. Zirkonia heeft een hardheid van 8,5 op de schaal van Mohs. Diamant heeft de hardheid 10. Zirkonia heeft een dichtheid (soortelijke massa) die ongeveer 75% groter is dan die van diamant.
Net als diamant kan zirkonia geslepen worden in verschillende vormen. De steen wordt machinaal geslepen om de tolerantie te evenaren van het diamantslijpen.